# Grupa Trzynastu
Grupa Trzynastu (ang. Group of Thirteen), w skrócie G13 lub G-13 – grupa kanadyjskich uniwersytetów przodujących w badaniach naukowych. Do kwietnia 2006 była to Grupa Dziesięciu, G10.

## Członkowie
| Uniwersytet          | Siedziba                      | Rok założenia | Dotacje (mln CAD) | Dotacje na studenta (CAD) |
| -------------------- | ----------------------------- | ------------- | ----------------- | ------------------------- |
| Alberty              | Edmonton, Alberta             | 1908          | 645               | 18.209                    |
| Calgary              | Calgary, Alberta              | 1966          | 345               | 12.222                    |
| Dalhousie            | Halifax, Nowa Szkocja         | 1818          | 321               | 20.683                    |
| Kolumbii Brytyjskiej | Vancouver, Kolumbia Brytyjska | 1908          | 685               | 14.720                    |
| Laval                | Québec, Quebec                | 1663          | 105               | 2.801                     |
| McGill               | Montreal, Quebec              | 1821          | 794               | 25.675                    |
| McMaster             | Hamilton, Ontario             | 1887          | 365               | 14.762                    |
| Montréal             | Montreal, Quebec              | 1878          | 90                | 1.643                     |
| Ottawy               | Ottawa, Ontario               | 1848          | 87                | 2.591                     |
| Queen’s              | Kingston, Ontario             | 1841          | 574               | 31.512                    |
| Toronto              | Toronto, Ontario              | 1827          | 1688              | 23.608                    |
| Waterloo             | Waterloo, Ontario             | 1957          | 120               | 4.643                     |
| Zachodniego Ontario  | London, Ontario               | 1878          | 219               | 5.843                     |